# Armadillo de cua nua meridional
L'armadillo de cua nua meridional (Cabassous unicinctus) és una petita espècie d'armadillo de Sud-amèrica. Viu a Colòmbia, Veneçuela, el Perú, Bolívia i el Brasil. És un animal terrestre solitari i nocturn, que ocupa molts hàbitats que abasten des de la selva fins a les regions herboses. Com molts armadillos, és insectívor, alimentant-se de formigues i tèrmits. Excava caus amb una entrada d'aproximadament setze centímetres de diàmetre; només els utilitza durant una nit i llavors els abandona.